# Пам'ятки архітектури національного значення Донецької області
У Донецькій області нараховується 13 пам'яток архітектури національного значення.

## Список
| № п/п              | Найменування пам'ятки                                         | Датування     | Місцезнаходження   | Охоронний номер та номер у комплексі |
| ------------------ | ------------------------------------------------------------- | ------------- | ------------------ | ------------------------------------ |
| м. Донецьк         |                                                               |               |                    |                                      |
| 1                  | Державний академічний російський театр опери та балету (мур.) | 1941 р.       | вул. Артема, 82    | 26-Н/0                               |
| м. Дружківка       |                                                               |               |                    |                                      |
| 2                  | Церква Йоана Предтечі (мур.)                                  | 1898-1900 рр. | вул.Леніна, 35     | 1086 / 0                             |
| Слов'янський район |                                                               |               |                    |                                      |
| м. Слов'янськ      |                                                               |               |                    |                                      |
| 3                  | Святогірський Успенський монастир (мур.)                      | 17-19 ст.     | м. Святогірськ - 1 | 154/0                                |
| 4                  | Миколаївська церква (мур.)                                    | 17 ст.        | м. Святогірськ - 1 | 154/1                                |
| 5                  | Успенський собор (мур.)                                       | 1860 р.       | м. Святогірськ - 1 | 154/2                                |
| 6                  | Готель (мур.)                                                 | 1877 р.       | м. Святогірськ - 1 | 154/3                                |
| 7                  | Будинок настоятеля (мур.)                                     | 1900 р.       | м. Святогірськ - 1 | 154/4                                |
| 8                  | Келії (мур.)                                                  | 1887 р.       | м. Святогірськ - 1 | 154/5                                |
| 9                  | Підземний хід (мур.)                                          | 17 ст.        | м. Святогірськ - 1 | 154/6                                |
| 10                 | Павільйони прочан (верхній і нижній) (мур.)                   | к. 19 ст.     | м. Святогірськ - 1 | 154/7                                |
| 11                 | Башти (західна і східна) (мур.)                               | 19 ст.        | м. Святогірськ - 1 | 154/8                                |
| 12                 | Трапезна з Покровською церквою і дзвіницею (мур.)             | 1847-1851 рр. | м. Святогірськ - 1 | 154/9                                |
| 13                 | Будинок господарського двору (мур.)                           | 19 ст.        | м. Святогірськ - 1 | 154/10                               |